# Sakura Kasugano
Sakura Kasugano (春日野さくら Kasugano Sakura?) es un personaje de la serie de videojuegos de lucha Street Fighter, apareció por primera vez en 1996 en Street Fighter Alpha 2. Es una estudiante japonesa que siente una fascinación intensa por Ryu y de acuerdo con Street Fighter Alpha 3 tiene 15 años de edad. Su voz en los videojuegos es provista por Yuko Sasamoto.

## Creación y diseño
Durante el desarrollo de la serie Street Fighter Alpha, el diseñador de personajes Akira «Akiman» Yasuda expresó su desagrado con la manera que la serie estaba desenvolviéndose, con demasiados elementos de los juegos previos al mismo tiempo que parecía estar más influenciada por el trabajo de otras compañías. Con el segundo juego de la serie, Street Fighter Alpha 2, decidió involucrarse de manera más activa. Como no deseaba hacerlo de manera poco entusiasta, incluyó un diseño que sentía que podría diferenciarse de la serie Street Fighter por ser un personaje del tipo «estudiante de secundaria». Sin embargo, después de entregar el diseño al equipo de desarrollo el personaje fue descartado del juego final al poco tiempo. Decepcionado, regreso a su trabajo, pero uno de sus superiores que pasaba por allí notó el diseño y lo elogió, insistiendo que debería ser puesto de vuelta en el juego.
El atuendo de Sakura es un uniforme escolar conocido como sailor fuku, que consiste en una blusa corta de color blanco con bordes azules, una bufanda amarilla alrededor de su cuello, un top rojo debajo de su blusa, y una falda azul con bloomers deportivos rojos debajo de ella. Usa guantes de combate, zapatillas deportivas Chuck Taylor All Stars rojas, lleva una cinta blanca larga atada en la frente y tiene un corte de cabello corto. Yasuda eligió el atuendo debido a su asociación con las estudiantes de secundaria japonesas, pero también debido a su presencia recurrente en varias obras japonesas lo cual creaba una reconocimiento instantáneo en la audiencia. Yasuda ha dicho que «como personajes, las estudiantes de secundaria son todopoderosas en Japón [...] están prácticamente en la cima de la jerarquía». Un diseño preliminar de Sakura para Street Fighter Alpha 2 la presentaba vestida con una blusa de kimono y hakama.
Yasuda ha dicho, con respecto al diseño de Sakura, que estaba irritado por la actitud del equipo de desarrollo que en ese entonces era más joven y estaba concentrado en las tendencias de estilo del momento. Además, sentía que querían enfocarse únicamente en personajes «cool» y excluir personajes más «extraños» vistos en los juegos previos, como E. Honda, así como sobre enfatizar lo que desde su punto de vista era una estética de anime. Propuso a Sakura sabiendo que se esperaba a un personaje más parecido a los diseños vistos en obras como The Matrix y esperaba que a los líderes de proyecto les desagradara su propuesta. Además, quería que Sakura fuera «algo diferente» en la plantilla de personajes, que estuviera fuera la «visión estrecha del mundo» del juego. Ilustraciones adicionales de Sakura fueron proporcionadas por el artista Naoto «Bengus» Kuroshima, quien la considera un personaje con el que se puede expresar más fácilmente en contraste con otros de la serie y al cual puede dibujar naturalmente. Yasuda apreció las aportaciones de Kuroshima, sintiendo que ayudaron a que Sakura fuera un gran personaje. El atuendo del personaje se mantuvo en todos los títulos hasta Street Fighter IV, pues los productores sentían que era una apariencia que los jugadores esperaban, aunque para ese entonces, en la línea temporal delos juegos, ya no era una estudiante de secundaria.
En su aparición en Street Fighter IV, Sakura tiene varios atuendos alternativos tales como ropa de gimnasio y un uniforme similar al usado por Ryu. En este juego, Sakura fue diseñada por Daigo Ikeno, quien dibujo un gran número de bocetos de ella, debido a su diseño adorable al mismo tiempo que mantuvo lo que el llamo su faceta «peek-a-boo».
Para su apariencia en Street Fighter V, se consideró que fuera reminiscente de los juegos previos, pero finalmente se rediseñó por completo para demostrar que ya no es una estudiante de secundaria, no obstante que «el atuendo de colegiala es la imagen que más fuertemente se asocia con Sakura». Otras ideas incluyeron a Sakura con un trabajo de medio tiempo en una local de bento o como la asistente de un actor para un estudio de películas. Su nuevo atuendo por defecto está basado en los usados por las idol japonesas y lleva una bandana roja como muestra de respeto hacia Ryu.

## Historia
Después de inspirarse al observar a Ryu ganar el primer torneo mundial durante los sucesos de Street Fighter I, Sakura comenzó a participar en peleas callejeras. En las calles conoce a Dan Hibiki quien comienza a entrenarla; en realidad, ella se hace su discípula porque él tuvo el mismo maestro que Ryu, así ella pudo copiar y aprender algunas técnicas de Ryu, pero realmente Sakura quiere que Ryu la entrene personalmente. Por eso, posteriormente, durante Street Fighter Alpha 2 lo buscó para que él la entrenara y en su camino conoció a multitud de luchadores interesantes, incluido el maestro de muay thai, Sagat. Acabó encontrando por casualidad a Ryu, que todavía seguía cansado por la pelea en que había sido derrotado por Ken Masters. Ryu le dijo que no podía entrenarla porque todavía tenía mucho que aprender. Antes de que Ryu se marchase, Sakura tomó una fotografía de él como recuerdo.
Apareció nuevamente en Street Fighter Alpha 3, donde mantenía la esperanza de encontrar a Ryu para que fuese su maestro. Recorriendo todo el mundo, empezando en su natal Japón, encontró y peleó contra el luchador de sumo Edmond Honda, quien le comentó que Ryu había ido a visitar muchos lugares, como India y Tailandia. También combatió de nuevo con Karin Kanzuki y aunque Karin ganó la lucha, admitió que Sakura era mejor y aprendió que ganar no era todo.
Viajando con su sensei Dan Hibiki, conoció al amigo de éste, Blanka, y le prometió volver a encontrarlo y retarlo a una pelea. Continuó buscando a Ryu, llegando a conocer a Ken, amigo y eterno rival de Ryu. Ken y Sakura encontraron a Ryu en Tailandia, en donde M. Bison le estaba lavando el cerebro. Sagat había ido también, y como Sagat luchó con Ryu, Ken y Sakura lucharon contra Bison. Finalmente lograron devolver a Ryu el control de su mente y derrotar a Bison. Él le dijo a Sakura entonces que no estaba listo para entrenarla y luchar con ella todavía y se marchó. De esta forma Sakura vuelve con Dan para seguir siendo entrenada por él.
Sus nuevos conocimientos los desarrollaría en las peleas entre colegios de Rival Schools, donde participa junto a la hermana de Dan; Ran Hibiki. En la preparatoria de Sakura, la Tamagawa Minami High School fue objetivo de ataques a estudiantes junto con secuestros. Viendo a sus amigas de la infancia Natsu Ayuhara y Hinata Wakaba preparándose para investigar los sucesos, se unió a la búsqueda apoyada por su mejor amiga y compañera de clase, Kei Chitose, quien accedió a ayudarla con la búsqueda de información. Como Sakura no tenía su propio equipo buscó pistas mientras colaboraba de cerca con la preparatoria Taiyo. La experiencia fue enriquecedora para Sakura, ya que aprendió el valor de luchar por una causa.
Marvel Super Héroes Vs. Street Fighter y Capcom Vs. SNK 2 indican que Sakura pudo haber finalmente abandonado Street Fighter para ir a la universidad, especialmente porque tenía la edad cronológica de hacerlo después de Street Fighter 2.
Según un manga Sakura Ganbaru!, spinoff basado en la vida y aventuras de Sakura Kasugano, esta cumple su sueño y es entrenada por Ryu. Según el final del manga, Ken, Ryu y Sakura ponen un dojo y el capítulo final muestra como Ryu comienza a sentirse atraído por Sakura hasta que inician una relación. Sin embargo esto es negado en Street Fighter IV donde se asume que Dan es maestro de Sakura y ella misma le llama sensei, mientras sigue buscando a Ryu para que la entrene. Sin embargo, en el final de Sakura Ganbaru! pasa una gran cantidad de años, pues Sakura ya es maestra de gimnasia dando clases en secundaria y es el mismo Ryu en compañía de Ken quien la va a buscar para cumplir con la promesa de un combate juntos, tal como sucede en el ending de Sakura en Street Fighter Alpha 3 donde saca a Ryu del Satsui no Hado y derrota a Bison. 
Se puede ver en el videojuego de Marvel vs Street Fighter que hay un personaje oculto llamado Dark Sakura, que es Sakura al sucumbir al Satsui no Hadou, en donde al parecer su maestro es Gouki.

## Habilidades
Los ataques de Sakura son muy similares a los de Ryu y Ken:
- Hadouken: Técnica perteneciente al estilo de todos los que practican el Ansatsuken, Sakura concentra una bola de energía en sus manos y la dispara. El efecto y las características en los juegos varían:
  - En la saga Street Fighter Alpha el Hadouken recorre una corta distancia, la misma puede aumentar si Sakura carga el ataque.
  - En la saga Marvel vs. Capcom Sakura lanza el Hadouken en diagonal hacia arriba, mientras que si lo realiza en el aire, lo lanza en diagonal hacia abajo (como el Zankuu Gou Hadouken de Akuma) pero con corto recorrido. En el modo Satsui no Hadou (Dark) Sakura, lanza Gou Hadouken en el suelo y Zankuu Gou Hadouken en el aire.
  - En la saga Capcom vs. SNK el Hadouken de Sakura no avanza más allá de sus manos.
  - En la saga Street Fighter EX, en Street Fighter IV, en SNK vs. Capcom: The Match of the Millennium y en Street Fighter X Tekken Sakura lanza un Hadouken normal, pero puede cargarlo para hacerlo más grande.
  - En el juego Rival Schools: United by Fate Sakura puede lanzarlo hacia adelante, hacia arriba y hacia abajo en el aire. Y al igual que en la saga EX, puede cargarlo.
  - En Street Fighter V lo lanza hacia adelante y hacia arriba. Si lo carga, lo puede hacer más grande y si se activan Triggers puede asestar más golpes como si fuera un Shinkuu Hadouken.
- Shouoken: Es un variación autodidacta del Shoryuken donde Sakura avanza para dar varios golpes de manera ascendente.
- Shunpukyaku: Parecido al Tatsumaki Senpukyaku de Ryu y Ken, Sakura comienza a dar múltiples patadas pero va descendiendo un poco al hacerlas.
- Sakura Otoshi: Sakura comienza a dar golpes con ambas manos, en cada golpe ella comienza a ascender.
- Flower Kick: Una patada descendente. Levanta su pierna y la deja caer en una patada.
- Sakura Senkuu: Solo utilizable por Dark Sakura. Es el mismo Ashura Senkuu de Gouki y Evil Ryu, solo que el desplazamiento es mucho más lento que el de ambos.

### Técnicas especiales
- Shinku Hadouken: Al igual que el Hadouken normal varía según el juego:
  - En las sagas Alpha, EX, Capcom vs SNK , IV y V lanza un Hadouken de mayor tamaño hacia adelante. En Alpha y en Capcom vs SNK la cantidad de golpes que dará depende del boton de puño con el que se haga.
  - En Rival Schools puede lanzarlo de la misma manera que el Hadouken normal (Hacia adelante, hacia arriba y hacia abajo en el aire).
  - En la saga Marvel vs Capcom lanza repetidos Hadouken en diagonal hacia arriba, mientras que en el modo Dark lanza un Shinkuu Hadouken similar al de Ryu
- Midare Sakura: Parecido al Shoryu Reppa de Ken, Sakura comienza a dar múltiples golpes de manera ascendente de forma más poderosa. En Street Fighter Alpha hace 2 o tres Shououkens parecidos al Shoryuu Reppa de Ken, dependiendo del nivel de combo. En Marvel vs Street Fighter y en vs Capcom 2 se modifica a una combinación de asalto que termina con un Shouoken.
- Haru Ichiban: Sakura de una forma poderosa comienza a dar múltiples patadas, primero las comienza a dar incada y por último parada. En Marvel vs Street Fighter ejecuta una patada parecida al Tatsumaki Gorasen de Gouken que la eleva hasta muy arriba de la pantalla y termina golpeando con ambas manos, arrojando al rival al suelo.
- Haru Ranman: Es la versión más poderosa del Haru Ichiban cuya aparición es en el Ultra Combo de Street Fighter 4, golpea con dos o tres patadas bajas (dependiendo si el oponente la recibe en el suelo o en el aire), luego levanta al rival con una patada alta y salta para golpear con un solo Sakura Otoshi y caer sobre el abdomen del oponente.
- Nekketsu Hadouken: Es un Meteor Combo (similar a un Ultra Combo) de la paralela Street Fighter Ex3. Es un Hadoken más poderoso que el Shinku Hadouken, más rápido y de mayor amplitud que el Shinku Hadoken de Ryu y el Messatsu Go Hado de Akuma y más potente que en vez de tener un aura azul, es rosa.
- Double Shinkuu Hadouken: Es un Meteor Tag Combo del Street Fighter Ex3 y que solo se puede usar con Ryu como compañero de pareja. Sakura golpea un par de veces al rival y se coloca detrás de él aplicando una llave inmovilizándolo, luego aparece Ryu que lo golpea dos veces hasta que él y Sakura se separan rodeando al oponente y lanzan sus Shinkuu Hadoken con sus colores respectivos (El de Sakura es rosa por el color del cerezo y el de Ryu es el típico azul).
- Haru Goku Satsu: Solo lo puede usar en Rival Schools y como Dark Sakura en Marvel vs Street Fighter y Marvel vs Capcom 2. Se dice que le fue enseñado por Akuma y es una especie de Mid Boss rival que solo se puede enfrentar en la versión japonesa con 4 Cross Combination (es cuando ambos personajes utilizan un Super Combo) como victoria ante el oponente.
- Haru Arashi: Es el primer V-Trigger suyo en Street Fighter V.
- Sakura Senpuu: Es el segundo V-Trigger en Street Fighter V y modifica su Shouoken a Midare Sakura como en Street Fighter V y su Shunpukyaku termina con una patada ascendente, similar a su versión ex de la misma.

## Regreso en Street Fighter IV
Sakura está disponible también en el videojuego Street Fighter IV en su versión casera, usando su atuendo de colegiala, explicando en una presentación, durante una pelea con Zangief y una conversación con Kei Chitose, que esta por graduarse de secundaria y han pasado dos años tras los eventos de Street Fighter 2 (Sakura estaba en Rival Schools).